# Victorien Adebayor
Victorien Adebayor (Níger; 12 de noviembre de 1996) es un futbolista de Níger que juega en la posición de centrocampista y que actualmente milita en el US GN de la Primera División de Níger.

## Carrera

### Club
| Periodo   | Club                       |
| --------- | -------------------------- |
| 2014–2017 | AS Douanes Niamey          |
| 2017      | US Raonnaise               |
| 2017–2018 | ASGNN                      |
| 2018–2020 | International Allies FC    |
| 2018      | → Vejle BK (cedido)        |
| 2020-21   | HB Køge                    |
| 2021      | → Legon Cities FC (cedido) |
| 2021      | ENPPI Club                 |
| 2022–     | US GN                      |

### Selección nacional
Debutó con Níger en 2015 y actualmente es el goleador histórico de la selección nacional. Participó en el Campeonato Africano de Naciones de 2016 donde anotó un gol en la derrota por 1-4 ante Nigeria.

## Logros
- Primera División de Níger: 1

2015
- Copa de Níger: 2

2016, 2018